# North Sea Wind Power Hub

Lage der Doggerbank innerhalb der Windparks in der Deutschen Bucht

Der North Sea Wind Power Hub ist ein Projekt mehrerer europäischer Übertragungsnetzbetreiber zur Errichtung eines internationalen Verteilernetzes für Windenergie in der Nordsee als Hub-and-Spoke-Konzept.
Mehrere Staaten planen, die Doggerbank großflächig für die Windenergienutzung zu erschließen. So existieren Pläne, in dem Seegebiet großräumig Windenergieanlagen mit bis zu 100.000 Megawatt Leistung aufzubauen. Dies würde mit einem internationalen Verteilnetz realisiert.
Für das Verteilernetz planen die Übertragungsnetzbetreiber Tennet TSO B.V. aus den Niederlanden, Tennet TSO GmbH aus Deutschland, Energinet.dk aus Dänemark und Port of Rotterdam unter dem Namen North Sea Wind Power Hub Windenergie-Verteilkreuze in der Nordsee. Im Bereich der Doggerbank sollen eine oder mehrere künstliche Inseln (Power Link Island) aufgeschüttet werden. Darauf sollen Energieverteilkreuze mit Interkonnektoren zur Verteilung der Energie von den Windparks und allgemein zwischen allen Nordsee-Anrainerstaaten errichtet werden, ferner eine zentrale Wartungsstation für Offshore-Windparks. Ziel ist unter anderem eine Kostensenkung sowie der rationellere Betrieb dieser Windparks. Auf der Insel sollen beispielsweise Konverterstationen errichtet werden, was die Kosten gegenüber in der See stehenden Konverterplattformen deutlich senken würde. Zudem könnten dort Ersatzteile und Werkzeuge in räumlicher Nähe zu den Windkraftanlagen gelagert werden und Unterkünfte für Servicetechniker entstehen, so dass weniger Hin- und Rückreiseverkehr zur Insel nötig wäre. Hierzu wurde am 23. März 2017 ein Vertrag im Beisein des EU-Kommissars für die Energieunion, Maroš Šefčovič, unterzeichnet.
Der North Sea Wind Power Hub wird von der Europäischen Kommission als Vorhaben von gemeinsamem Interesse (Projects of Common Interest) unter der Nummer 1.19 in der PCI-Liste der Europäischen Union geführt. Im deutschen Netzentwicklungsplan Strom 2035 (2021) wurde eine Sensitivitätsanalyse für das Projekt durchgeführt.
Der deutsche Übertragungsnetzbetreiber Amprion hat 2020 mit Eurobar einen etwas anderen Ansatz vorgestellt. Dabei sollen Offshore-Umspannplattformen in der Nordsee so standardisiert werden, dass sie zukünftig untereinander verbunden werden können. Das so entstehende vernetzte System könnte von Frankreich bis nach Skandinavien reichen. Künstliche Inseln sieht dieses Konzept nicht vor.